# A Thing About You
"A Thing About You", skriven av Per Gessle, var den enda singeln från den svenska popduon Roxettes album The Ballad Hits från 2002. Singeln släpptes samma år.

## Låtlista
1. A Thing About You
2. The Weight of the World
3. A Thing About You (Video Clip)

## Listplaceringar
| Lista (2002-2003)  | Position |
| ------------------ | -------- |
| Belgien (Flandern) | 39       |
| Nederländerna      | 88       |
| Schweiz            | 35       |
| Sverige            | 21       |
| Österrike          | 35       |

### Fotnoter
1. ↑  ”Roxette”. Arkiverad från originalet den 16 oktober 2011. https://web.archive.org/web/20111016201530/http://roxette.se/discography.php?show=release&id=11. Läst 22 maj 2011.
2. ↑  ”Listplacering”. http://www.ultratop.be/nl/showitem.asp?interpret=Roxette&titel=A+Thing+About+You&cat=s. Läst 22 maj 2011.
3. ↑  ”Listplacering”. http://dutchcharts.nl/showitem.asp?interpret=Roxette&titel=A+Thing+About+You&cat=s. Läst 22 maj 2011.
4. ↑  ”Listplacering”. http://hitparade.ch/showitem.asp?interpret=Roxette&titel=A+Thing+About+You&cat=s. Läst 22 maj 2011.
5. ↑  ”Listplacering”. http://swedishcharts.com/showitem.asp?interpret=Roxette&titel=A+Thing+About+You&cat=s. Läst 22 maj 2011.
6. ↑  ”Listplacering”. http://austriancharts.at/showitem.asp?interpret=Roxette&titel=A+Thing+About+You&cat=s. Läst 22 maj 2011.